# Теренинское сельское поселение
Теренинское сельское поселение — упразднённое муниципальное образование в составе Ельнинского района Смоленской области России.
Административный центр — село Теренино.
Образовано Законом Смоленской области от 20 декабря 2004 года. Упразднено Законом Смоленской области от 25 мая 2017 года с включением 5 июня 2017 года всех входивших в его состав населённых пунктов в Коробецкое сельское поселение.

## Географические данные
- Общая площадь: 138 км²
- Расположение: юго-восточная часть Ельнинского района
- Граничит:
  - на севере — с Коробецким сельским поселением
  - на востоке — с Калужской областью
  - на юге — с Рославльским районом
  - на западе — с Мутищенским сельским поселением
- По территории поселения проходит автодорога Р96 Новоалександровский(А101) — Спас-Деменск — Ельня — Починок.
- По территории поселения проходит железная дорога Смоленск — Сухиничи, имеется станция: Теренино.
- Крупные реки: Демина, Угра.

## Население
| 2011 | 2012 | 2013 | 2014 | 2015 | 2016 | 2017 |
| ---- | ---- | ---- | ---- | ---- | ---- | ---- |
| 316  | ↘311 | ↘301 | →301 | ↗302 | ↘291 | ↘275 |

## Населённые пункты
На территории поселения находилось населённых пунктов.
| №  | Населённый пункт | Тип населённого пункта | Население |
| -- | ---------------- | ---------------------- | --------- |
| 1  | Бывалка          | деревня                |           |
| 2  | Вава             | деревня                |           |
| 3  | Ежевица          | деревня                |           |
| 4  | Зуево            | деревня                |           |
| 5  | Каменец          | деревня                |           |
| 6  | Лядцо            | деревня                |           |
| 7  | Ново-Никольское  | деревня                |           |
| 8  | Теренино         | деревня                |           |
| 9  | Теренино         | село                   |           |
| 10 | Флясово          | деревня                |           |
| 11 | Ширково          | деревня                |           |

## Местное самоуправление
Главой поселения и Главой администрации является Максименков Николай Николаевич .

## Экономика
1 сельхозпредприятие, магазины, почта.